# ニットーパック
ニットーパック株式会社（英文名称Nittopack Co., Ltd.）は、東京都中央区日本橋馬喰町に本社を置く日本の軟包装材料メーカーである。

## 概要
1934年に五味正尾が創業。創業期には、紙袋にロウを塗った袋を加工したり、セロハンを販売したりしていた。過去には、築地に店舗を置き築地市場向けに袋を販売しており、また、衣料品向けの袋も多く取り扱っていた。現在では、食品向け包装が中心となっている。

## 沿革
- 1934年5月 - 東京に五味セロファン店として創業。
- 1947年4月 - 株式会社東京紙業社に組織変更。
- 1957年5月 - 会社名を日東セロファン株式会社に変更。
- 1963年7月 - 埼玉県所沢市に所沢工場竣工。
- 1971年7月 - 埼玉県戸田市に戸田工場竣工。深川工場内に配送センターを設置
- 1983年8月 - 埼玉県越谷市に越谷工場竣工。
- 1988年7月 - 茨城県猿島郡五霞町に茨城工場竣工。
- 1995年9月 - 埼玉県越谷市に物流センター竣工。深川工場内の配送センターを移管。
- 1996年5月 - 会社名をニットーパック株式会社に変更。
- 1999年9月 - ISO9002取得。
- 2006年5月 - 株式会社細川洋行と業務提携。
- 2006年10月 - ワイドオープンカットが日本パッケージングコンテスト(食品包装部門)入賞。
- 2009年11月 - ISO9001：2008に更新。
- 2014年5月 - 茨城県猿島郡五霞町に茨城第二工場竣工。
- 2017年4月 - FSSC22000認証登録（茨城工場）。
- 2018年5月 - 茨城県猿島郡五霞町に五霞物流センターを設置。
- 2019年3月 - 茨城第一工場にデジタル印刷部門を設置。
- 2020年5月 - PT. Lumina Packaging (Indonesia)と業務提携。インドネシアに PT. Nitto Lumi Pack Indonesia を設立。

## 事業所
- 本社、店舗 - 東京都中央区
- 茨城工場 - 茨城県猿島郡五霞町
- 越谷工場 - 埼玉県越谷市
- 五霞物流センター - 茨城県猿島郡五霞町
- 埼玉物流センター - 埼玉県越谷市
- PT. Nitto Lumi Pack Indonesia - インドネシア（ジャカルタ）